# Artavazde (II)
Vous lisez un « bon article » labellisé en 2009.
Pour les articles homonymes, voir Artavazde.
Artavazde ou Artavasde (II) (en arménien Արտավազդ Բ) serait, dans certaines versions de la chronologie et de la généalogie de la dynastie artaxiade, un roi d’Arménie qui aurait régné de 123 à 95 av. J.-C. Successeur de Tigrane Ier, il aurait été battu par les Parthes. Tigrane II lui aurait succédé sur le trône arménien.

## Contexte
Au IIe siècle av. J.-C., l’Arménie, sous la récente dynastie artaxiade, a connu une expansion que seuls les Séleucides ont pu contenir à l’ouest, avec la victoire d’Antiochos IV sur Artaxias Ier vers 165 av. J.-C.. À l’est, des terres ont été gagnées sur la Médie-Atropatène, mais la fin de ce siècle voit le relèvement du voisin perse sous les souverains parthes, qui culmine en la personne de Mithridate II, « arbitre du Proche-Orient ».

## Biographie
Pour les historiens qui retiennent son existence comme René Grousset et Édouard Will, Artavazde est le fils du roi artaxiade Tigrane Ier, et son règne serait contemporain de celui du grand roi des Parthes Mithridate II. L'historien arménien Krikor Jacob Basmadjian adoptait déjà un point de vue similaire au début du XXe siècle en l'insérant comme quatrième roi de la dynastie des Artaxiades entre Tigrane Ier et Tigrane II (sans se prononcer sur les liens de parentés), avec un règne de 123 à 94 av. J.-C..
À la fin du règne de Mithridate II en 97 av. J.-C., les Parthes attaquent l’Arménie et sont victorieux ; évoquant cette bataille dans son Histoire universelle, Justin mentionne Artavazde sous le nom d’Ortoadiste. À la suite de cette défaite, Artavazde devient alors le vassal des Parthes,. Ceux-ci prennent comme otage le prince héritier, le futur roi Tigrane II,, fils (ce qui est incompatible avec une affirmation d’Appien, pour qui le père de Tigrane II est un autre Tigrane) ou plus probablement frère d’Artavazde.

## Hypothèses alternatives
L’identification d’Artavazde pose déjà question au XIXe siècle : ainsi, Antoine-Jean Saint-Martin, pionnier de l’arménologie française, rapproche-t-il l’Orthoadiste mentionné par Justin d’Artavazde II (roi de 55 à 34 av. J.-C.), concluant chez l’auteur latin à « une lacune de plus de soixante ans » entre la défaite face à Mithridate et le règne d’Artavazde II.
D’autres historiens plus récents, comme Cyrille Toumanoff ou Nina Garsoïan, ne retiennent pas non plus cette version de la chronologie artaxiade et font de Tigrane Ier le père et prédécesseur de Tigrane II. Pour Nina Garsoïan et Marie-Louise Chaumont et Giusto Traina, le roi défait par Mithridate et mentionné par Justin est Artavazde Ier.
Pour les historiens qui ne reconnaissent pas l’existence de cet Artavazde II, la désignation « Artavazde II » renvoie, en conséquence, à Artavazde, roi d’Arménie de 55 à 34 av. J.-C..